# Le Touquet-Paris-Plage
Le Touquet-Paris-Plage és un municipi francès situat al departament del Pas de Calais i a la regió dels Alts de França. L'any 2007 tenia 5.355 habitants.

## Demografia

### Població
El 2007 la població de fet de Le Touquet-Paris-Plage era de 5.355 persones. Hi havia 2.996 famílies de les quals 1.588 eren unipersonals (522 homes vivint sols i 1.066 dones vivint soles), 907 parelles sense fills, 362 parelles amb fills i 139 famílies monoparentals amb fills.
La població ha evolucionat segons el següent gràfic:
Habitants censats

### Habitatges
El 2007 hi havia 12.317 habitatges, 3.106 eren l'habitatge principal de la família, 9.024 eren segones residències i 187 estaven desocupats. 4.413 eren cases i 7.697 eren apartaments. Dels 3.106 habitatges principals, 1.802 estaven ocupats pels seus propietaris, 1.198 estaven llogats i ocupats pels llogaters i 106 estaven cedits a títol gratuït; 305 tenien una cambra, 423 en tenien dues, 690 en tenien tres, 676 en tenien quatre i 1.013 en tenien cinc o més. 1.763 habitatges disposaven pel capbaix d'una plaça de pàrquing. A 1.739 habitatges hi havia un automòbil i a 589 n'hi havia dos o més.

### Piràmide de població
La piràmide de població per edats i sexe el 2009 era:
| Homes | Edats   | Dones |
| ----- | ------- | ----- |
| 0     | 95 o +  | 4     |
| 8     | 90 a 94 | 24    |
| 44    | 85 a 89 | 112   |
| 52    | 80 a 84 | 76    |
| 132   | 75 a 79 | 208   |
| 160   | 70 a 74 | 248   |
| 172   | 65 a 69 | 268   |
| 120   | 60 a 64 | 200   |
| 124   | 55 a 59 | 148   |
| 196   | 50 a 54 | 176   |
| 164   | 45 a 49 | 188   |
| 140   | 40 a 44 | 200   |
| 140   | 35 a 39 | 160   |
| 96    | 30 a 34 | 144   |
| 168   | 25 a 29 | 108   |
| 168   | 20 a 24 | 180   |
| 188   | 15 a 19 | 136   |
| 140   | 10 a 14 | 132   |
| 116   | 5 a 9   | 156   |
| 104   | 0 a 4   | 72    |

## Economia
El 2007 la població en edat de treballar era de 3.086 persones, 1.913 eren actives i 1.173 eren inactives. De les 1.913 persones actives 1.743 estaven ocupades (878 homes i 865 dones) i 170 estaven aturades (88 homes i 82 dones). De les 1.173 persones inactives 370 estaven jubilades, 444 estaven estudiant i 359 estaven classificades com a «altres inactius».

### Ingressos
El 2009 a Le Touquet-Paris-Plage hi havia 3.029 unitats fiscals que integraven 5.563,5 persones, la mediana anual d'ingressos fiscals per persona era de 23.025 €.

### Activitats econòmiques
Dels 757 establiments que hi havia el 2007, 6 eren d'empreses extractives, 19 d'empreses alimentàries, 1 d'una empresa de fabricació de material elèctric, 8 d'empreses de fabricació d'altres productes industrials, 26 d'empreses de construcció, 266 d'empreses de comerç i reparació d'automòbils, 9 d'empreses de transport, 107 d'empreses d'hostatgeria i restauració, 11 d'empreses d'informació i comunicació, 24 d'empreses financeres, 79 d'empreses immobiliàries, 83 d'empreses de serveis, 68 d'entitats de l'administració pública i 50 d'empreses classificades com a «altres activitats de serveis».
Dels 147 establiments de servei als particulars que hi havia el 2009, 1 era una comissaria de policia, 1 oficina d'administració d'Hisenda pública, 1 gendarmeria, 1 oficina de correu, 8 oficines bancàries, 2 tallers de reparació d'automòbils i de material agrícola, 1 establiment de lloguer de cotxes, 1 autoescola, 1 paleta, 6 guixaires pintors, 4 fusteries, 3 lampisteries, 3 electricistes, 2 empreses de construcció, 12 perruqueries, 62 restaurants, 32 agències immobiliàries, 2 tintoreries i 4 salons de bellesa.
Dels 176 establiments comercials que hi havia el 2009, 1 era un hipermercat, 3 botigues de més de 120 m², 2 botiges de menys de 120 m², 14 fleques, 7 carnisseries, 4 peixateries, 2 llibreries, 90 botigues de roba, 9 botigues d'equipament de la llar, 11 sabateries, 4 botigues d'electrodomèstics, 6 botigues de mobles, 4 botigues de material esportiu, 2 botigues de material de revestiment de parets i terra, 3 drogueries, 3 perfumeries, 6 joieries i 5 floristeries.

## Equipaments sanitaris i escolars
El 2009 hi havia 1 hospital de tractaments de mitja durada (seguiment i rehabilitació), 3 farmàcies i 1 ambulància.
El 2009 hi havia 1 escola maternal i 2 escoles elementals. A Le Touquet-Paris-Plage hi havia 1 col·legi d'educació secundària i 1 liceu d'ensenyament general. Als col·legis d'educació secundària hi havia 342 alumnes i als liceus d'ensenyament general 503.

## Poblacions més properes
El següent diagrama mostra les poblacions més properes.